# Lucio del Valle
Lucio del Valle y Arana (Madrid, 2 de marzo de 1815 - Madrid, 17 de julio de 1874), fue un ingeniero de caminos y arquitecto español, de los más influyentes y brillantes del siglo XIX. Proyectó y dirigió importantes obras públicas como la carretera Madrid-Valencia, por las Cabrillas; el abastecimiento de aguas a Madrid, conocido como canal de Isabel II; la gran reforma de la Puerta del Sol (Ensanche de la Puerta del Sol), o los faros metálicos del delta del Ebro. Toda su carrera profesional la realizó para el Estado; empleando presidiarios en las grandes obras, con el fin de abaratar costos. Su labor fue recompensada en vida con distinciones y reconocimientos. Es de destacar el uso que hizo de la fotografía de obras públicas como documento didáctico y de difusión. Falleció ocupando el cargo de director de la Escuela de Ingenieros de Caminos. 

## Biografía
Realizó sus estudios en la capital, y ya a los dieciséis años mostró gran capacidad intelectual. Se le dedica una plaza de profesor de Matemáticas por la "Inspección General de Instrucción Pública". Al poco tiempo, el 26 de junio de 1834, ingresó en recién abierta Escuela de Ingenieros de Caminos, Canales y Puertos graduándose en el año 1839, con el número dos de los 14 que compusieron esta primera promoción. Durante este tiempo de formación universitaria simultaneó los estudios de Ingeniero de Caminos, Canales y Puertos con los de Arquitectura, carrera que terminó en el año 1840. 
Su carrera profesional comienza con su traslado a Valencia, donde se distingue como una de las grandes promesas de la ingeniería del momento. Rápidamente comienzan las distinciones por sus trabajos. El 8 de marzo de 1842 se le concede la Cruz de Caballero de la Orden de Isabel la Católica por los arreglos de los riegos de la acequia Mayor de Murviedro. El 13 de mayo de 1843 se le nombra Académico de honor de la Real Academia de San Carlos de Valencia y el 6 de mayo de 1849 su Majestad Isabel II le nombra secretario de su real persona. 
En 1855 vuelve destinado a Madrid para participar en la construcción del Canal de Isabel II, que surtiría de agua a la capital. Por este trabajo en 1858 le conceden la Gran Cruz de la Orden de Carlos III. 
En 1856 contrajo matrimonio con Luisa de la Vega Inclán y Palma. En ese mismo año, como era habitual, ambos esposos realizan inventario de sus bienes como parte de la dote y en la carta de capital de Lucio del Valle y Arana, fechado el 14 de abril de 1856 aparecen varios bienes interesantes a destacar. Una casa en la calle de San Roque, número 8, de Madrid, donde vivieron en ese momento, tres grandes cuadros de vistas del Cabriel, pintados al óleo; otros tres cuadros con dibujos de locomotoras, y ocho cuadros pequeños con vistas al daguerrotipo, estos últimos valorados entonces en 360 reales.
El 7 de febrero de 1859 fue elegido miembro de la Real Academia de Ciencias Exactas, Físicas y Naturales con un discurso sobre Influencia de las Ciencias Exactas y Naturales en las Artes de la Construcción y más particularmente en aquéllas en que figura el hierro como principal elemento de trabajo y tomó posesión el 7 de abril de 1861.
En 1859 le nombran Jefe del distrito de Burgos, en 1864 Jefe del distrito de Santander y en 1865 Director de la Escuela de Ingenieros, cargo que ocupó hasta su muerte.

## Carretera Madrid-Valencia por las Cabrillas

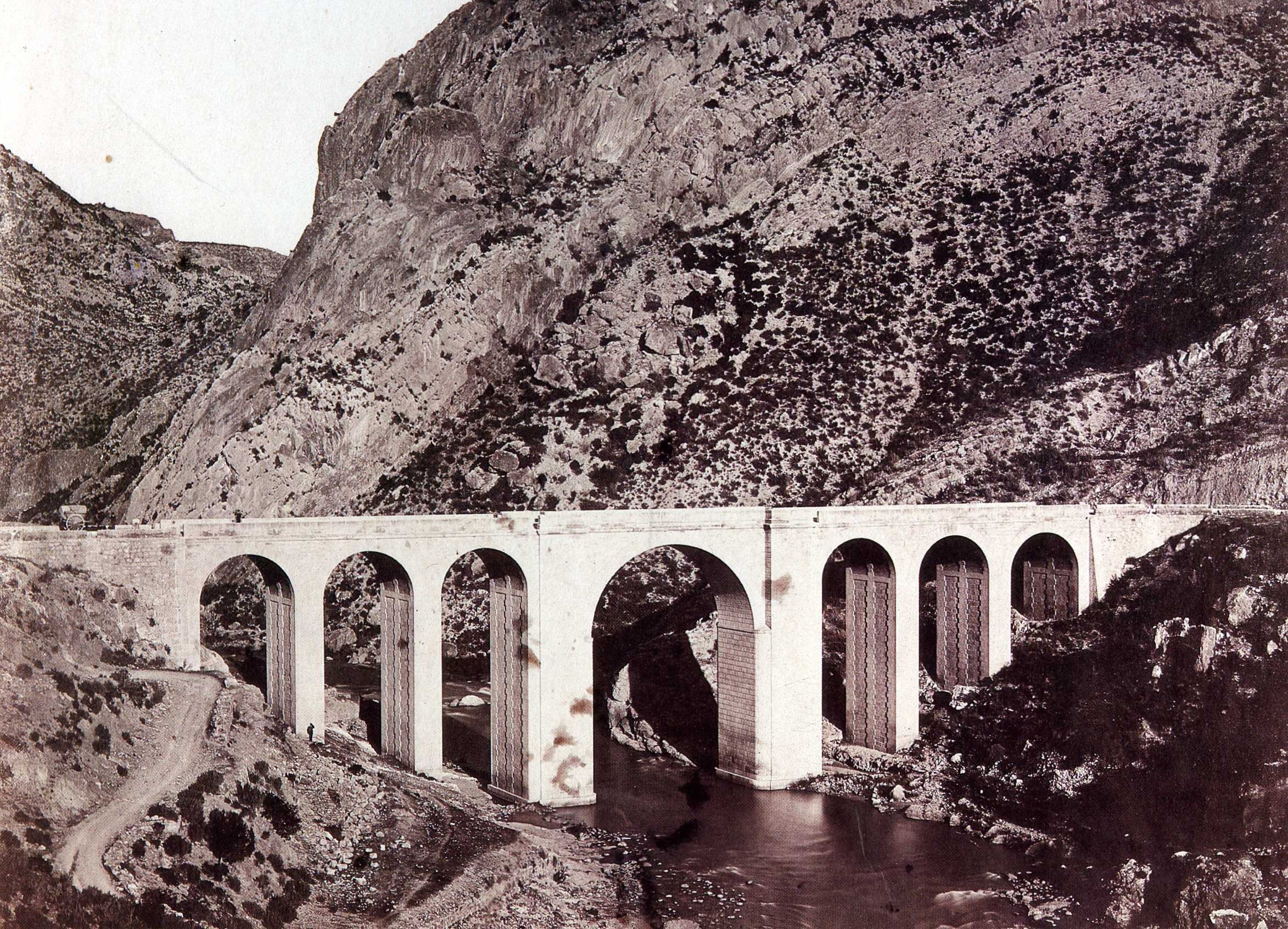
Puente del Cabriel, en la carretera Madrid-Valencia, por las Cabrillas. José Martínez Sánchez (fotógrafo). Hacia 1866. Copia a la albúmina.

A finales de  1840, apenas acabada la carrera, fue destinado a Valencia. En los diez años que duró en este destino, ejecutó sus primeros trabajos de relevancia, consolidándose como uno de los ingenieros más notables del momento. En el trazado de la carretera de Madrid a Valencia, proyectó y ejecutó el gran puente sobre el río Cabriel en las cuestas de Contreras. Este tramo salvaba un gran desnivel de terreno hasta llegar al fondo del valle donde se cruza el citado río. El puente de 86,80 metros de longitud, fue apodado el "ciempiés", debido a sus numerosos pilares a modo de patas. Fue considerado en su día como un modelo de proyecto y ejecución. Y para dar fe de ello se colocó una placa conmemorativa en el pretil izquierdo que aún se conserva. En este proyecto Lucio del Valle utilizó por primera vez en su carrera más de 1000 presidiarios como empleados de construcción, obteniendo óptimos resultados, lo que le llevó a repetir este método en varios de sus proyectos.
Hacia 1850, se preocupó personalmente de que se fotografiasen las construcciones del trazado, dando muestras de una gran visión de futuro. De esta forma podemos disfrutar de una serie de ocho daguerrotipos de los trabajos realizados, que debieron ser el primer reportaje fotográfico español de una obra pública. 
Años después, hacia 1866, el fotógrafo José Martínez Sánchez tomó vistas del mismo puente, con motivo de preparar unos álbumes sobre obras públicas de España, conjuntamente con J. Laurent, para ser exhibidos en París, en la Exposición Universal de 1867, con supervisión del propio Lucio del Valle.

## Obras hidráulicas del canal de Isabel II

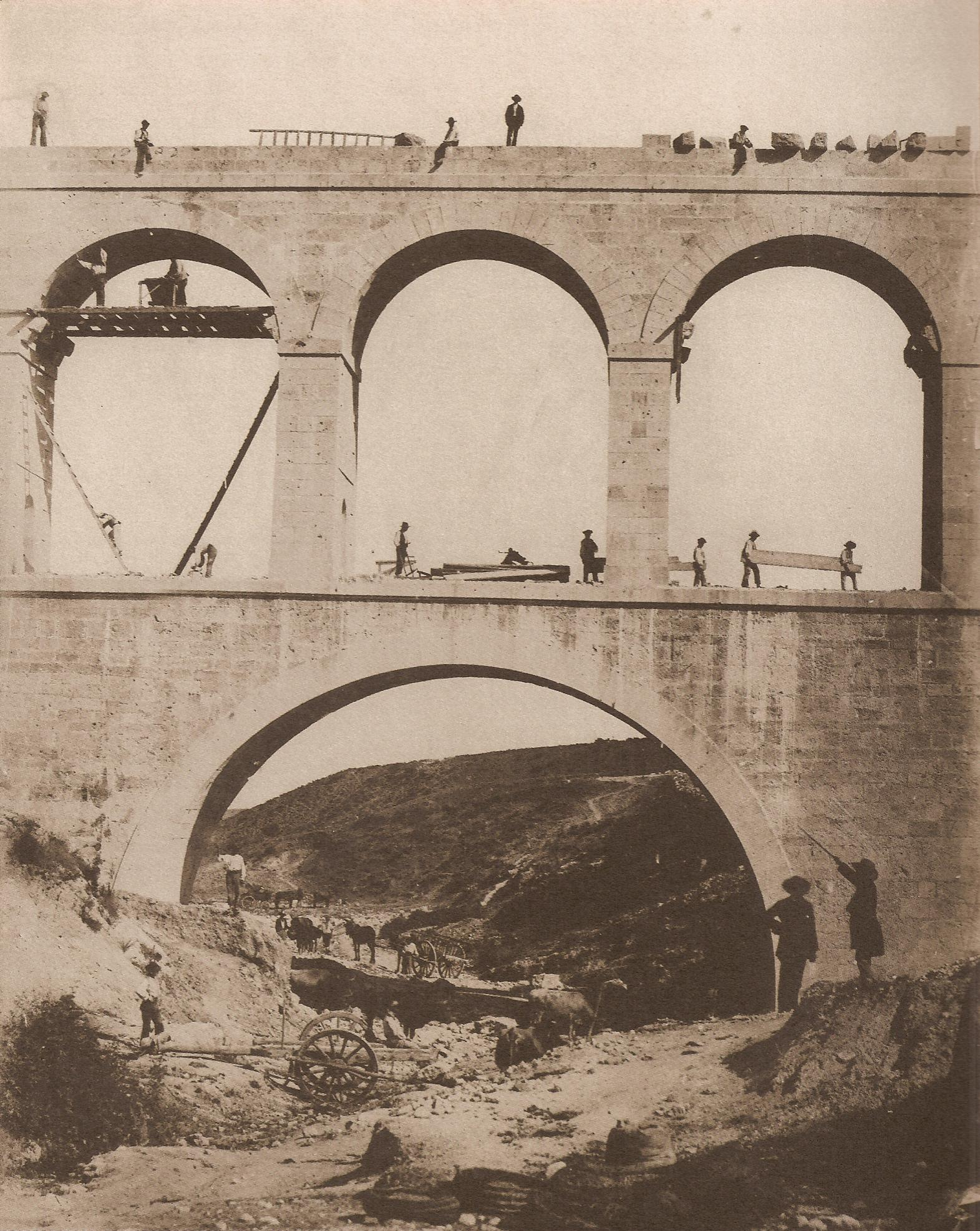
Canal de Isabel II, Puente-acueducto de la Sima. Fotografía de Charles Clifford, hacia el año 1856.

En 1851 comenzó las obras del canal de Isabel II. Justo en esa época es nombrado subdirector de la empresa madrileña, y regresa a Madrid. Sus trabajos toman como partida los proyectos sobre la conducción de aguas a Madrid elaborados por los ingenieros Juan Rafo y Juan de Ribera. Los comienzos de las obras hidráulicas del canal indican que va a prepararse una gran obra; una de las más importantes del siglo XIX. Durante unos seis años se emplearon cerca de un par de millares de presos (y un millar y medio de obreros libres) en las obras. Todos ellos ayudados, de forma novedosa, por máquinas de vapor. Algunas de las obras diseñadas por él fueron importantes como el Pontón de la Oliva, en Patones, obra de gran monumentalidad. Al igual que el acueducto de la Sima (cuyo diseño fue realizado por Lucio en el reverso de un sobre), o el afamado acueducto de Las Cuevas. Tras muchas complicaciones en el mes de junio de 1858, la reina Isabel II inauguraba el abastecimiento de agua de Madrid con la apertura de una gran fuente provisional en la calle de San Bernardo. La fuente ofrecía un potente chorro de agua que se elevaba cerca de una treintena de metros. En este caso, para dejar constancia del proyecto, contrató al fotógrafo inglés Charles Clifford, que realizó -durante varios periodos de tiempo- vistas fotográficas de las obras más importantes del trazado.

## Obras urbanísticas del Ensanche de la Puerta del Sol
En 1857 fue nombrado Director facultativo de las obras de reforma de la Puerta del Sol. Una vez más se le encomendó un proyecto importante y polémico, al que supo aportar toda su experiencia y su doble faceta como Arquitecto. En ese momento la Puerta del Sol no era una plaza al uso, sino solo una calle ancha a la que confluían numerosas calles y callejuelas que formaban un cuello de botella, difícil de transitar. Esta situación era impropia para una ciudad cosmopolita como Madrid. Tras varios polémicos proyectos, de los que ninguno se llegó a ejecutar, Lucio del Valle -en unión de Juan de Ribera y José Morer- presentó un nuevo proyecto que zanjó la cuestión y fue el que se realizó y el que ha llegado hasta nuestros días. Se ampliaba la superficie de 5.069 m² hasta 12.320 m², dándole una forma semicircular enfrente de la Casa de Correos, rematando el conjunto con una gran fuente central. Esta fuente fue la misma que había proyectado para la inauguración del Canal de Isabel II, y que instaló en la calle San Bernardo. Las obras fueron a buen ritmo y en 1862 estaban concluidas. Siguiendo su costumbre, Lucio del Valle encargó de nuevo al fotógrafo inglés Charles Clifford que hiciera varias fotografías de la situación de la plaza antes y después de la reforma, donde podemos apreciar las mejoras obtenidas. Tras el ensanche de la Puerta del Sol, el ayuntamiento solicitó sus servicios para las obras de alineamiento de las casas de Madrid.

## Faros marítimos

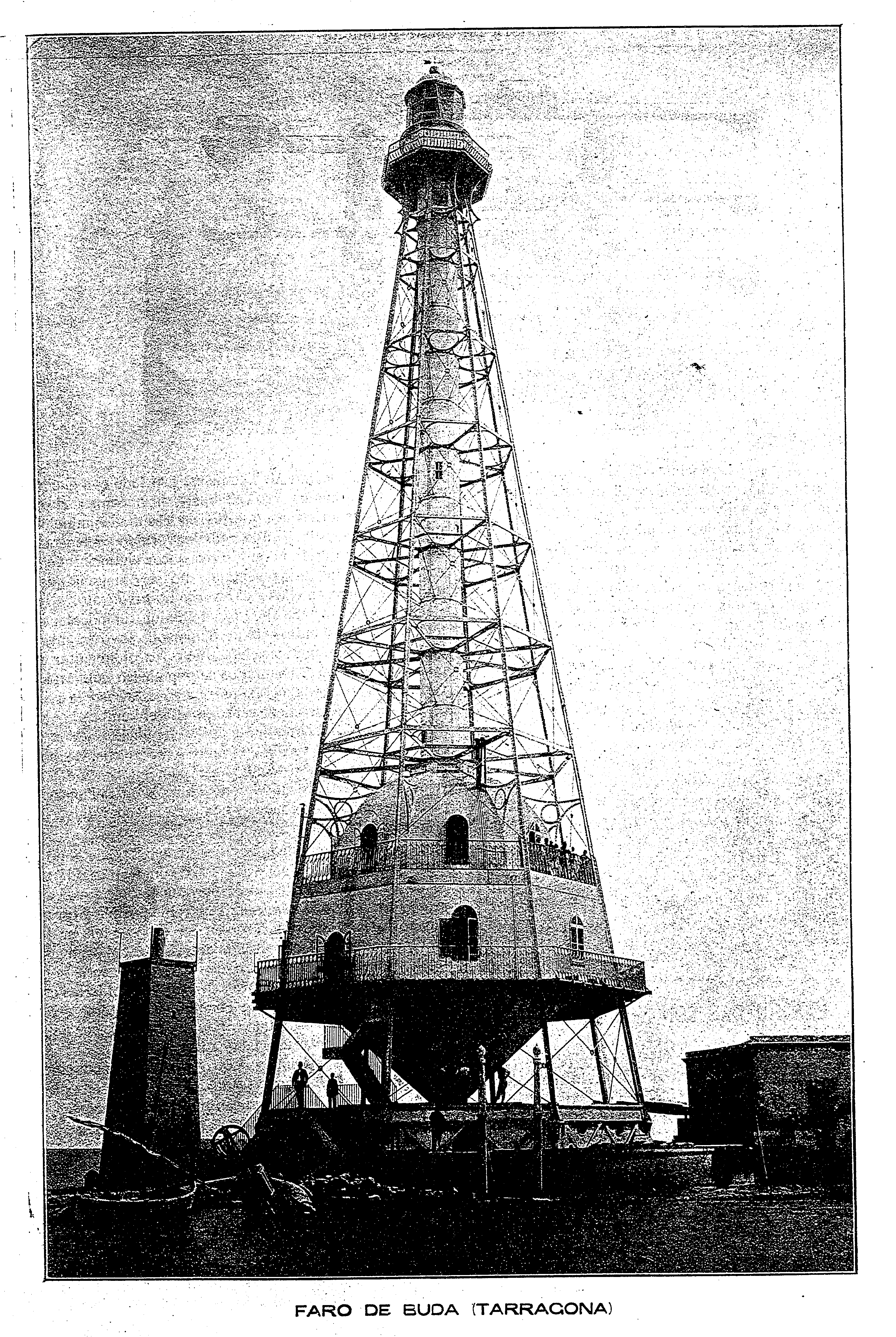
Fotografía del faro de Buda aparecida en la Revista de Obras Públicas.

Entre sus obras más representativas hay que recordar los faros metálicos del delta del Ebro, en especial el faro de la isla de Buda, obra que durante muchos años fue la obra emblemática para los ingenieros de caminos del siglo XIX. Para mejorar su conocimiento sobre el tema, el Estado le encomienda visitar faros del extranjero, en Francia, y en Inglaterra, para poder analizar de esta forma sus características técnicas, redactar reglamentos sobre las escuelas de faros, o estudiar el estado de nuestras señales marítimas y analizar posibles reformas. Los faros construidos fueron tres: la Baña (19 metros), el Fangar (8 metros), y el faro de Buda (50 metros de altura), que se convirtió en el más alto del mundo en su género. El 1 de noviembre del año 1864 los tres faros entraron en servicio. La torre metálica de Buda funcionó ofreciendo un servicio perfecto hasta que fue incendiada a finales de la guerra civil, reparándose posteriormente. Se mantuvo en pie casi 100 años, hasta que fue destruido por un temporal en 1961.